# Doingt
Doingt é uma comuna francesa na região administrativa de Altos da França, no departamento de Somme. Estende-se por uma área de 8,61 km². Em 2010 a comuna tinha 1 460 habitantes (densidade: 169,6 hab./km²).